# Супермент
«Супермент» — советский детективный фильм 1990 года режиссёра Валерия Харченко по сценарию Николая Псурцева, позже переработанному в повесть.

## Сюжет
О советском милиционере Ружине по прозвищу «Шериф», храбро сражающемся с мафией в городе Сочи.

## В ролях
- Улдис Вейспал — Ружин
- Клара Белова — Лера
- Мария Авдюшко — Света
- Валерий Ивченко — Копылов
- Михаил Филиппов — Рудаков
- Арчил Гомиашвили — Кадаев
- Константин Роднин — Колесов
- Деана Хорватова — Марина
- Николай Вороновский — Ляхов
- Карел Балаж — Гарабов
- Вадим Андреев — Горохов
- Сулев Луйк — Феленко
- Олег Корытин — сержант ГАИ
- Виктор Борисов — милиционер
- Роман Нечаев — эпизод
- Галина Стаханова — эпизод
- Вилли Токарев — эпизод (нет в титрах)
- Евгений Моргунов — эпизод (нет в титрах)

## Рецензии
- Александр Шпагин — Родная жвачка о супермене // Советский экран, 1990, № 17. — Стр. 10-11